# Мајк Тајсон
Мајкл Џерард „Мајк” Тајсон (енгл. Michael Gerrard „Mike” Tyson; Њујорк, 30. јун 1966) бивши је амерички професионални боксер и свјетски шампион у супертешкој категорији, који се такмичио у периоду од 1985. до 2005. Надимак му је био „Гвоздени Мајк“ и „Дјечак динамит“ на почетку каријере, а касније је добио надимак „Најлошији човјек на планети“. Сматра се једним од најбољих боксера у супертешкој категорији свих времена, а био је апсолутни шампион у супертешкој категорији од 1987. до 1990. Прву титулу освојио је са 20 година, поставши тако најмлађи боксер икада који је освојио титулу у супертешкој категорији, што је рекорд који и данас држи.
Првих 19 борби у каријери добио је нокаутом, од чега њих 12 у првој рунди. Освојио је титулу у категорији WBC 1986. побиједивши Тревора Бербика у другој рунди, након чега је освојио титуле у категоријама WBA и IBF, побједама против Џејмса Смита и Тонија Такера 1987, поставши тако тако први боксер из супертешке категорије, који је у истом тренутку држао титуле у категоријама WBA, WBC и IBF. Наредне године, постао је линеални шампион, након што је нокаутом побиједио Мајкла Спинкса, у 91 секунди прве рунде. Године 1990, изгубио је титуле након пораза нокаутом од Бастера Дагласа у десетој рунди; то му је био први пораз након 37 побједа.
Године 1992, осуђен је на шест година затвора због силовања, али је због доброг понашања пуштен након три године. Након изласка из затвора, 1995, остварио је четири побједе заредом и, 1996. године, вратио је титуле у категоријама WBA и WBC, поставши тако тек шести боксер у историји који је вратио титулу у супертешкој категорији након што је изгубио; прије њега, то су урадили Флојд Патерсон, Мухамед Али, Тим Вајтерспон, Евандер Холифилд и Џорџ Форман. Након што му је, исте године, одузета титула у категорији WBC, изгубио је и титулу у категорији WBA поразом од Холифилда у 11 рунди. У реваншу 1997, Тајсон му је одгризао дио ува, због чега је меч прекинут, а Тајсон дисквалификован.
Године 2002, борио се поново за титулу у супертешкој категорији, са 35 година, али је поражен од Ленокса Луиса нокаутом у осмој рунди. Боксерску каријеру завршио је 2006. након што су његова два меча заредом, против Денија Вилијамса и Кевина Мекбрајда прекинута. Прогласио је банкрот 2003. године, упркос томе што је зарадио преко 30 милиона долара за поједине борбе и 300 милиона долара током каријере. Након што је прогласио банкрот, медији су објавили да његов дуг износи око 23 милиона.
Тајсон је био познат по свом дивљачком и застрашујућем стилу бокса, као и по контроверзном понашању у рингу и ван њега. На шестом је мјесту по дужини држања титуле апсолутног шампиона у супертешкој категорији, са осам одбрана заредом. Веб сајт, BoxRec сврстао га је у топ 10 боксера у супертешкој категорији 12 пута, а сврстао га је на прво мјесто у периоду од 1896. до 1989. Нашао се на 16 мјесто часописа The Ring, у списку 100 најбољих ударача свих времена 2003. године, а на првом мјесту на списку сајта ESPN „најтежих ударача у супертешкој категорији свих времена“. Sky Sports га је описао као „можда најстрашнији борац који је ушао у професионални ринг“. Члан је међународне боксерске куће славних и Свјетске боксерске куће славних.

## Биографија
Његов отац је напустио породицу када је Мајк имао двије године. Још као дијете био је у друштву уличних банди; до своје дванаесте године више пута је имао проблеме са законом. Са 12 година, ухваћен је у оружаној пљачки и послат у поправни дом у близини Њујорка.
Из поправног дома пуштен је са 14 година и тада се вратио у школу. Мајков професор физичког васпитања уочио је његов потенцијал за бокс и представио га тада легендарном тренеру Кусу Дамату. Мајкова мајка умрла је када му је било 16 година и Дамато је постао његов главни старатељ. Тајсон се 1983. године поново нашао у поправном дому због сексуалног злостављања дванаестогодишње девојчице.
С обзиром на велике успјехе у аматерској конкуренцији, Тајсон је 1984. покушао да уђе у олимпијски тим Америке, али није успио. По препоруци тренера, исте године је постао професионални боксер. У марту 1985. године, први пут је ушао у професионални ринг. У својој првој години међу професионалцима остварио је 15 побједа без пораза. Многи су говорили да је Дамато створио савршеног боксера; ипак, није стигао да види Тајсона са шампионским појасом — умро је крајем 1985. године.
Наредне године, Тајсон је постао најмлађи шампион у историји супертешке категорије. Исте године објединио је три боксерске титуле: WBC, WBA и IBF.
Дана 11. фебруара 1990. у Токију, изгубио је меч и титулу апсолутног шампиона против Бастера Дагласа. Био је нокаутиран у 10. рунди и то му је био први пораз после 37 узастопних побједа.
Прве проблеме са законом, од када је постао професионалац, имао је у браку. Његова тадашња супруга, Робин Гивенс, тужила га је за злостављање. Суђење је добила, а Тајсон је добио развод, условну и новчану казну.
Следећа медијска бомба било је силовање осамнаестогодишње Дезир Вошингтон, због чега је 1992. године осуђен на шест година затвора. Захваљујући добром владању, пуштен је послије три године. По изласку из затвора, изјавио је да је потпуно нов човјек, да је пуно вјежбао и да ће вратити титуле које су му одузете. Током издржавања затворске казне прешао је на ислам и постао присталица комунизма (на руци је истетовирао лик Мао Цедунга).
Нови боксерски мечеви Тајсону су донијели и више новца него раније. За три лаке побједе у првој „постзатворској“ години зарадио је 65 милиона долара.
Сљедећи меч био је, међутим, прекретница у његовој каријери: доживео је први пораз, и то од Ивандера Холифилда. Реванш меч, заказан након неколико мјесеци, био је још експлозивнији - Тајсон је Холифилду одгризао дио ува. Истога дана добио је огромну новчану казну и одузета му је боксерска лиценца у држави Невада.
Године 1998. вјенчао се по други пут, овога пута с Моником Рил - педијатром. Последњи велики меч одиграо је с актуелним шампионом, Леноксом Луисом, који га је нокаутирао у осмој рунди.
Године 2000. развео се од своје супруге.

## Дјетињство
Мајк Тајсон је рођен у Браунсвилу, Њујорк, 30. јуна 1966. Рођен је као треће дијете у породици, послије пет година старијег брата — Роднија и неколико мјесеци старије сестре — Денис, која је умрла у фебруару 1990. са 24 године, након срчаног удара. Тајсонов биолошки отац је са Јамајке, а именован је као Парсел Тајсон у његовом изводу из књиге рођених, док је његов очух био Џими Киркпатрик из Гријер Тауна, Сјеверна Каролина, који је историјски познат као доминантно насеље Афроамериканаца, а анексирано је од стране града Шарлот. Киркпатрик је имао сина у првом браку, Тајсоновог полубрата — Џими Лиа Киркпатрика. Џими Киркпатрик је напустио породицу 1959. и преселио се у Бруклин, гдје је упознао Тајсонову мајку — Лорну Меј Смит Тајсон. Киркпатрик се коцкао и проводио је вријеме на улици; Тајсон је о њему изјавио: „мој отац је био редовни улични човјек, који је био ухваћен у уличном свијету“. У периоду након рођења Тајсона, Киркпатрик је напустио њихову породицу и оставио Тајсонову мајку да сама брине о дјеци, а умро је 1992.
Породица је живјела у насељу Бредфорд Стојвесант, док нису морали да се преселе у Броунсвил због финансијских проблема, када је Тајсон имао десет година. Тајсонова мајка је умрла када је он имао 16 година, а боксерски менаџер и тренер — Кус Дамот, постао је његов старатељ. Тајсон је касније изјавио: „никад нисам видио моју мајку да је срећна са мном или да је поносна на мене због нечега што сам урадио. Знала ме је само као дивљег клинца који јури улицама и долази кући у новој одјећи за коју је знала да је нисам платио. Никад нисам добио шансу да разговарам са њом и да сазнам ствари о њој. Професионално, то није имало утицаја, али ме је срушило емотивно и лично.“
Током дјетињства, живио је у крајевима у којима је била велика стопа криминала. Према интервјуу који је дао часопису Details, први пут се потукао са старијим дјечаком, који је откинуо главу једном од његових голубова. Хватан је у ситним криминалним радњама, као и у тучама са онима који су исмијавали његов глас и усне; до 13 године ухапшен је 38 пута. завршио је у малољетничком центру за дјечаке Тријон у Џонстауну, гдје је савјетник центра и бивши боксер — Боби Стјуарт, открио његове боксерске вјештине. Сматрао је да ће Тајсон постати изванредан борац и тренирао га је неколико мјесеци, након чега га је упознао са Кусом Дамотом, који му је постао тренер, а затим и старатељ након смрти његове мајке. Средњу школу није завршио, напустио је у јуниорском добу, али је добио докторат за хуманост 1989, од стране универзитета Централ Стејт. Кевин Руни је такође тренирао Тајсона, а повремено му је помагао и Теди Атлас, али је Амото отпустио Атласа када је Тајсон имао 15 година и Руни је преузео све тренерске дужности.

## Аматерска каријера
Као аматер, освојио је златну медаљу на Олимпијским играма за јуниоре 1981. и 1982. Побиједио је Џоа Кортеза 1981, а 1982. побиједио је Келтона Брауна у борби за злато; из Брауновог угла су бацили рукавицу у знак предаје у првој рунди. Као аматер, борио се двапут против Хенрија Тилмана, изгубивши обје борбе судијском одлуком, након чега је Тилман освојио златну медаљу у супертешкој категорији на Олимпијским играма 1984. у Лос Анђелесу.

## Професионални рекорд у боксу
| 50 Побједа (44 нокаута), 6 Пораза, 2 Прекида |        |                   |                    |                |               |
| Резултат                                     | Рекорд | Противник         | Тип                | Рунда, Вријеме | Датум         |
| Пораз                                        | 50—6—2 | Кевин Макбрајд    | Технички нокаут    | 6 (10), 3:00   | 11. 06. 2005. |
| Пораз                                        | 50—5—2 | Дени Вилијамс     | Нокаут             | 4 (10), 2:51   | 30. 07. 2004. |
| Побједа                                      | 50—4—2 | Клифорд Етјен     | Нокаут             | 1 (10), 0:49   | 22. 02. 2003. |
| Пораз                                        | 49—4—2 | Ленокс Луис       | Нокаут             | 8 (12), 2:25   | 08. 06. 2002. |
| Побједа                                      | 49—3—2 | Брајан Нилсен     | Одлука већине      | 7 (10), 3:00   | 13. 10. 2001. |
| Прекид                                       | 48—3—2 | Ендру Голота      | Прекид             | 12             | 20. 10. 2000. |
| Побједа                                      | 48—3—1 | Лу Саварес        | Технички нокаут    | 1 (10), 0:38   | 24. 06. 2000. |
| Побједа                                      | 47—3—1 | Џулијус Френсис   | Технички нокаут    | 2 (10), 1:03   | 29. 01. 2000. |
| Прекид                                       | 46—3—1 | Орлин Норис       | Прекид             | 1 (10), 3:00   | 23. 10. 1999. |
| Побједа                                      | 46—3   | Франсоа Бота      | Нокаут             | 5 (10), 2:59   | 16. 01. 1999. |
| Пораз                                        | 45—3   | Евандер Холифилд  | Дисквалификација   | 5 (12), 2:32   | 28. 60. 1997. |
| Пораз                                        | 45—2   | Евандер Холифилд  | Технички нокаут    | 5 (12), 2:32   | 09. 11. 1996. |
| Побједа                                      | 45—1   | Брус Шелдон       | Технички нокаут    | 1 (12), 1:49   | 07. 09. 1996. |
| Побједа                                      | 44—1   | Френк Бруно       | Технички нокаут    | 3 (12), 0:50   | 16. 3. 1996.  |
| Побједа                                      | 43—1   | Бастер Матис      | Нокаут             | 3 (12), 2:32   | 16. 12. 1995. |
| Побједа                                      | 42—1   | Питер Макнили     | Дисквалификација   | 1 (10), 1:29   | 19. 08. 1995. |
| Побједа                                      | 41—1   | Донован Рудок     | Једногласна одлука | 12             | 28. 06. 1991. |
| Побједа                                      | 40—1   | Донован Рудок     | Технички нокаут    | 7 (12), 2:22   | 18. 03. 1991. |
| Побједа                                      | 39—1   | Алекс Стјуарт     | Технички нокаут    | 1 (10), 2:27   | 08. 12. 1990. |
| Побједа                                      | 38—1   | Хенри Тилман      | Нокаут             | 1 (10), 2:47   | 16. 06. 1990. |
| Пораз                                        | 37—1   | Бастер Даглас     | Нокаут             | 10 (12), 1:22  | 11. 02. 1990. |
| Побједа                                      | 37—0   | Карл Вилијамс     | Технички нокаут    | 1 (12), 1:33   | 21. 07. 1989. |
| Побједа                                      | 36—0   | Френк Бруно       | Технички нокаут    | 5 (12), 2:55   | 25. 02. 1989. |
| Побједа                                      | 35—0   | Мајкл Спинкс      | Нокаут             | 1 (12), 1:31   | 27. 06. 1988. |
| Побједа                                      | 34—0   | Тони Табс         | Технички нокаут    | 2 (12), 2:54   | 21. 03. 1988. |
| Побједа                                      | 33—0   | Лари Холмс        | Технички нокаут    | 4 (12), 2:55   | 22. 01. 1988. |
| Побједа                                      | 32—0   | Тајрел Бигс       | Технички нокаут    | 7 (12), 2:59   | 16. 10. 1987. |
| Побједа                                      | 31—0   | Тони Такер        | Једногласна одлука | 12             | 01. 08. 1987. |
| Побједа                                      | 30—0   | Пинклон Томас     | Технички нокаут    | 6 (12), 2:00   | 30. 05. 1987. |
| Побједа                                      | 29—0   | Џејмс Смит        | Једногласна одлука | 12             | 07. 03. 1987. |
| Побједа                                      | 28—0   | Тревор Бербик     | Технички нокаут    | 2 (12), 2:35   | 22. 11. 1986. |
| Побједа                                      | 27—0   | Алфонсо Ретлиф    | Технички нокаут    | 2 (10), 1:41   | 06. 09. 1986. |
| Побједа                                      | 26—0   | Хосе Рибалта      | Технички нокаут    | 10 (10), 1:37  | 17. 08. 1986. |
| Побједа                                      | 25—0   | Марвис Фрејзер    | Технички нокаут    | 1 (10), 0:30   | 26. 07. 1986. |
| Побједа                                      | 24—0   | Лоренцо Бојд      | Нокаут             | 2 (10), 1:43   | 11. 07. 1986. |
| Побједа                                      | 23—0   | Вилијам Хосеа     | Нокаут             | 1 (10), 2:03   | 28. 06. 1986. |
| Побједа                                      | 22—0   | Реџи Грос         | Технички нокаут    | 1 (10), 2:36   | 13. 06. 1986. |
| Побједа                                      | 21—0   | Мич Грин          | Једногласна одлука | 10             | 20. 05. 1986. |
| Побједа                                      | 20—0   | Џејмс Тилис       | Једногласна одлука | 10             | 09. 05. 1986. |
| Побједа                                      | 19—0   | Стив Зоуски       | Нокаут             | 3 (10), 2:39   | 10. 03. 1986. |
| Побједа                                      | 18—0   | Џеси Фергусон     | Технички нокаут    | 6 (10), 1:19   | 16. 02. 1986. |
| Побједа                                      | 17—0   | Мајк Џејмсон      | Технички нокаут    | 5 (8), 0:46    | 24. 01. 1986. |
| Побједа                                      | 16—0   | Дејвид Џако       | Технички нокаут    | 1 (10), 2:16   | 11. 01. 1986. |
| Побједа                                      | 15—0   | Марк Јанг         | Технички нокаут    | 1 (10), 0:50   | 27. 12. 1985. |
| Побједа                                      | 14—0   | Семи Скаф         | Технички нокаут    | 1 (10), 1:19   | 06. 12. 1985. |
| Побједа                                      | 13—0   | Конрој Нелсон     | Технички нокаут    | 2 (8), 0:30    | 22. 11. 1985. |
| Побједа                                      | 12—0   | Еди Ричардсон     | Нокаут             | 1 (8), 1:17    | 13. 11. 1985. |
| Побједа                                      | 11—0   | Стерлинг Бенџамин | Технички нокаут    | 1 (8), 0:54    | 01. 11. 1985. |
| Побједа                                      | 10—0   | Роберт Колеј      | Нокаут             | 1 (8), 0:37    | 25. 10. 1985. |
| Побједа                                      | 9—0    | Дони Лонг         | Технички нокаут    | 1 (6), 1:28    | 09. 10. 1985. |
| Побједа                                      | 8—0    | Мајкл Џонсон      | Нокаут             | 1 (6), 0:39    | 05. 09. 1985. |
| Побједа                                      | 7—0    | Лоренцо Канади    | Нокаут             | 1 (6), 1:05    | 15. 08. 1985. |
| Побједа                                      | 6—0    | Лари Симс         | Нокаут             | 3 (6), 2:04    | 19. 70. 1985. |
| Побједа                                      | 5—0    | Џон Алдерсон      | Технички нокаут    | 2 (6), 3:00    | 11. 07. 1985. |
| Побједа                                      | 4—0    | Рикардо Спејн     | Технички нокаут    | 1 (6), 0:39    | 20. 06. 1985. |
| Побједа                                      | 3—0    | Дон Халпин        | Нокаут             | 4 (4), 1:04    | 23. 05. 1985. |
| Побједа                                      | 2—0    | Трент Синглтон    | Технички нокаут    | 1 (4), 0:52    | 10. 04. 1985. |
| Побједа                                      | 1—0    | Хектор Мерцедес   | Технички нокаут    | 1 (4), 1:47    | 06. 03. 1985. |